# Baška Voda
Baška Voda je opčina s 2 924 stálými obyvateli, ležící ve Splitsko-dalmatské župě v Chorvatsku. Nachází se na dalmatském pobřeží Jaderského moře, 10 km severozápadně od Makarské. Je součástí Makarské riviéry.
Dříve byla Baška Voda obchodním, rybářským a zemědělským místem; nyní je pro čisté moře, piniové lesy a pláže cílem evropských turistů. Nachází se zde historické památky, muzeum i místa pro zábavu a odpočinek.